# Plaatselijk werkgelegenheidsagentschap
Een plaatselijk werkgelegenheidsagentschap (pwa) is in België een gemeentelijke dienst voor tewerkstelling van laaggeschoolden. De gemeente werkt hier nauw samen met de VDAB en tracht tegemoet te komen aan activiteiten die niet of moeilijk door het gewone arbeidscircuit kunnen of mogen worden uitgevoerd. Tevens wil zo'n pwa aan werkzoekenden, die geruime tijd werkloos zijn, de mogelijkheid bieden om zich opnieuw te integreren op de arbeidsmarkt. De meeste gemeenten maken van PWA-ers gebruik om hun eigen diensten te ondersteunen, zoals stadswachten, speelpleinwerking, begeleiding van busvervoer voor scholen en occasionele hulp bij festivals. 
Daarnaast worden pwa’ers ook ingeschakeld in het systeem van dienstencheques, waarbij particulieren en bedrijven beroep kunnen doen op werkkrachten die moeilijk op de gewone arbeidsmarkt te vinden zijn.
Sinds 1 juli 2014 is in uitvoering van de zesde staatshervorming de bevoegdheid over pwa’s overgedragen aan de gewesten en de Duitstalige Gemeenschap.
Sinds 1 januari 2018 vervangt wijk-werken het vroegere pwa-stelsel.